# DeCheckers
De Belgische vzw deCheckers  wilt de kwaliteit van het publieke debat versterken door de verspreiding van nepnieuws tegen te gaan en het bevorderen van nieuwsgeletterdheid.

## Beschrijving
De organisatie werd opgericht op 3 juli 2021 en werkt samen met factcheckredacties van onder meer VRT NWS, Knack, Factcheck.Vlaanderen en DPA. DeCheckers verzamelt factchecks (gecontroleerde feiten) van zijn partners op de eigen website en sociale media. In juni 2023 kondigden Google en deCheckers een samenwerking aan.